# The Impossibility of Reason
The Impossibility of Reason – drugi album studyjny amerykańskiej grupy muzycznej Chimaira, wydany 13 maja 2003 roku przez wytwórnię Roadrunner Records.

## Lista utworów
1. „Cleansation” – 4:07
2. „The Impossibility of Reason” – 3:43
3. „Pictures in the Gold Room” – 4:27
4. „Power Trip” – 2:48
5. „Down Again” – 4:20
6. „Pure Hatred” – 4:19
7. „The Dehumanizing Process” – 4:11
8. „Crawl” – 3:30
9. „Stigmurder” – 4:38
10. „Eyes of a Criminal” – 5:17
11. „Overlooked” – 4:10
12. „Implements of Destruction” – 13:32

## Twórcy
- Mark Hunter – śpiew
- Rob Arnold – gitara
- Matt DeVries – gitara
- Jim LaMarca – gitara basowa
- Chris Spicuzza – keyboard, śpiew
- Andols Herrick – perkusja